# HiFi Klubben
HiFi Klubben A/S er en dansk virksomhed der blev stiftet i 1980 under navnet Danmarks Hi-Fi Klub. Virksomheden har 99 butikker fordelt i Skandinavien, Holland og Tyskland. I butikkerne bliver der udelukkende solgt lyd- og billed-elektronik. Selskabet har hovedkontor i Lystrup.

## Historie
I 1975 grundlagde Peter Lyngdorf virksomheden AudioNord, der importerede Transcriptor Skeleton pladespillere,  Cerwin-Vega-højttalere og NAD-forstærkere til danske forhandlere. Han havde dog svært ved at få de etablerede hi-fi-kæder til at sælge hans produkter, da avancen på billigere produkter fra Asien var højere. Derfor startede Lyngdorf i 1980 postordrefirmaet Danmarks Hi-Fi Klub. Året efter blev der åbnet tre demolokaler rundt omkring i Danmark.
I 1987 blev de første butikker åbnet i Norge, og i 1988 etablerede Lyngdorf sig i Sverige, da han købte selskabet NAD Svenska, der siden 1982 havde solgt hi-fi-udstyr efter "klub-konceptet". Det svenske selskab skiftede efterfølgende navn til Sveriges Hi-Fi Klub. Op igennem 1980'erne havde Peter Lyngdorf flere konfrontationer med konkurrenten Audioscan og andre fra branchen, hvori flere endte med at en af parterne anlagde søgsmål mod den anden. Lyngdorf købte i 1989 Audioscan. HiFi Klubben og Audioscan fusionerede i 1996.
Danmarks Hi-Fi Klub skiftede i 1994 navn til Hi-Fi Klubben i både Danmark, Norge og Sverige, og året efter åbnede de fire første butikker i Finland. Dette voksende senere til i alt ni butikker, som alle lukkede igen i 2002.
Butikkerne var i starten ejet og drevet af HiFi Klubben selv. Dette har senere udviklet sig til, at cirka halvdelen af butikkerne i kæden drives som franchise. Kæden har samlet ca. 700 medarbejdere, fordelt på det, hovedkontoret, det centrale værksted, lageret og 99 butikker.